# Elecciones estatales de San Luis Potosí de 1979
Las elecciones estatales de San Luis Potosí de 1979 se llevó a cabe en domingo 1 de julio de 1979,  simultáneamente con las elecciones federales, y en ellas se renovaron los cargos de elección popular en el estado mexicano de San Luis Potosí:
- Gobernador de San Luis Potosí. Titular del Poder Ejecutivo y del Estado, electo para un período de seis años no reelegibles en ningún caso. El candidato electo fue Carlos Jonguitud Barrios
- 56 Ayuntamientos. Formados por un Presidente Municipal y regidores, electo para un período de tres años no reelegiles en ningún periodo inmediato.
- 57 Diputados al Congreso. 25 Electos por mayoría relativa de cada uno de los Distritos Electorales y 32 de Representación Proporcional.

## Resultados Electorales

### Gobernador
- Carlos Jonguitud Barrios Hecho

### Ayuntamientos

#### San Luis Potosí
- Miguel Valladares García  Hecho

#### Soledad Diez Gutiérrez
- Fidel Campos Alfaro  Hecho

#### Ciudad Valles
- Rafael Piña González  Hecho

#### Matehuala
- Antonio Ávila Lomas  Hecho

#### Río Verde
- Margarito Ortiz Saldívar  Hecho